# Take No Prisoners (Molly Hatchet)
| Recensione              | Giudizio |
| ----------------------- | -------- |
| AllMusic                |          |
| Dizionario del Pop-Rock | [ 2 ]    |
| 24.000 dischi           | [ 3 ]    |

Take No Prisoners è il quarto album della band statunitense di Southern rock Molly Hatchet, pubblicato dalla casa discografica Epic Records nel novembre del 1981 .

## Tracce

### LP
Lato A
1. Bloody Reunion – 3:59 (Dave Hlubek, Banner Thomas, Jimmy Farrar, Duane Roland)
2. Respect Me in the Morning – 3:21 (Duane Roland, Jimmy Farrar)
3. Long Tall Sally – 2:54 (Robert Blackwell, Enotris Johnson, Richard Penniman)
4. Loss of Control – 3:30 (Duane Roland, Banner Thomas, Bruce Crump)
5. All Mine – 4:00 (Banner Thomas)

Lato B
1. Lady Luck – 3:34 (Dave Hlubek)
2. Power Play – 3:49 (Steve Holland)
3. Don't Mess Around – 3:00 (Duane Roland, Banner Thomas)
4. Don't Leave Me Lonely – 3:58 (Steve Holland, Bruce Crump)
5. Dead Giveaway – 3:24 (Dave Hlubek)

## Formazione
- Jimmy Farrar – voce
- Dave Hlubek – chitarra solista
- Duane Roland – chitarra solista
- Steve Holland – chitarre
- Banner Thomas – basso
- Bruce Crump – batteria

Altri musicisti
- Jai Winding – tastiere
- Paulinho da Costa – congas
- Tom Werman – percussioni
- "Tower of Power" (sezione strumenti a fiato) – strumenti a fiato (brani: Bloody Reunion e Lady Luck)
- Laurie Bono, Mindy Sterling e Katy Sagal – cori
- Baby Jean – voce aggiunta (brano: Respect Me in the Morning)

Note aggiuntive
- Tom Werman – produttore (per la Julia's Music Inc.)
- Registrazioni effettuate al: Compass Point Studios, Nassau, Bahamas e al Record Plant di Los Angeles, California
- Gary Ladinsky – ingegnere delle registrazioni e del mixaggio
- Harold Dorsett – assistente ingegnere delle registrazioni (Compass Point Studios)
- Cary Pritikin – assistente ingegnere delle registrazioni (Record Plant)
- Mastering effettuato al Sterling Sound di New York da George Marino
- Boris (Boris Vallejo) – illustrazione copertina album originale
- David Gahr – foto copertina album originale
- Nancy Donald – design copertina album originale [5]

## Classifica
Album
| Anno | Classifica    | Posizione raggiunta |
| ---- | ------------- | ------------------- |
| 1982 | Billboard 200 | 36                  |

Singoli
| Anno | Titolo del brano | Classifica        | Posizione raggiunta |
| ---- | ---------------- | ----------------- | ------------------- |
| 1982 | Power Play       | Billboard Hot 100 | 96                  |